# Praça da Independência (Kiev)

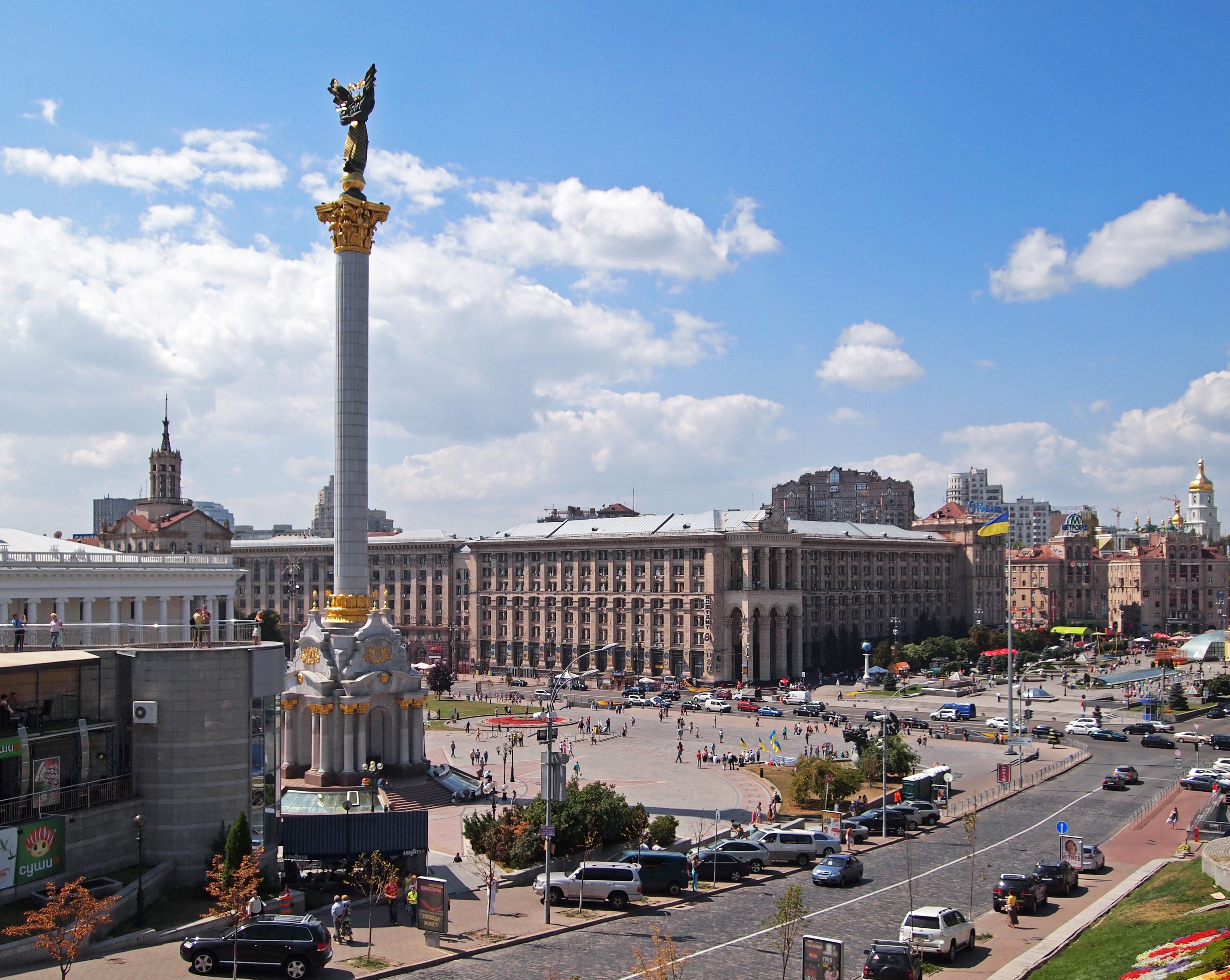
A Maidan Nezalezhnost.

A Praça da Independência (em ucraniano:  Майдан Незалежності, transl. Maidan Nezalejnosti) é a praça central da cidade de Kiev, capital da Ucrânia. É o principal lugar de reunião da cidade, localizada na rua Khreshchatyk no raion de Shevchenko. O local já teve diferentes nomes, mas é comumente conhecida apenas como Maidan ("praça" ou "esplanada").
Desde o movimento de independência da Ucrânia em 1990, a praça tem sido o local tradicional para manifestações de caráter político, incluindo protestos multitudinários, como a Revolução Laranja em 2004 e a Euromaidan em 2013-14.

## Nomes
O nome atual, Praça da Independência, foi adotado em 1991, após a declaração de independência da Ucrânia, separando-se da moribunda União Soviética. No curso da história a praça teve os seguintes nomes:
- 1869: Praça Khreshchatyk (Kreshchatitskaya ploshchad)
- 1876: Praça da Duma (Dumskaya ploshchad)
- 1919: Praça Soviética (Sovetskaya ploshchad)
- 1935: Praça Kalinin (Ploshchad Kalinina)
- 1941: Praça do Conselho (Parlamento) (Dumska ploshcha)
- 1943: Praça Kalinin (Ploshchad Kalinina)
- 1977: Praça da Revolução de Outubro (Ploshchad Oktyabrskoi Revolutsyi)
- 1991: Praça da Independência (Maidan Nezalejnosti)